# Partenza ore sette
Pour plus de détails, voir Fiche technique et Distribution.
Partenza ore sette est un film italien réalisé par Mario Mattoli et sorti en 1946.

## Synopsis
La jeune Chiaretta Fumagalli quitte le giron familial pour entreprendre une carrière dans un théâtre de revue. Elle débute comme ballerine, mais elle espère surtout devenir chanteuse. Son fiancé Filippo, tout comme les propres parents de Chiaretta, s'y opposent résolument. Ils ne parviennent pourtant pas à l'en dissuader.
Lors d'une tournée à Novare, grâce à un caprice de Lucy D'Orsay, la vocaliste habituelle, Chiaretta a une chance de manifester son talent. Hélas, un complot échafaudé par son petit ami transforme le spectacle en fiasco. Déçue, la jeune femme retourne, accompagnée de Filippo, vers ses parents. Les membres de l'équipe théâtrale sont, de leur côté, agressés en route par des brigands. Ils quémandent l'hospitalité auprès de la famille de Chiaretta. Le refus de ces derniers entraîne un nouveau départ de la jeune femme.
À Turin, Carlo Campanini, l'interprète principal de la revue, exige le remplacement de Lucy d'Orsay et menace de ne plus jouer. L'imprésario recherche un remplaçant et le trouve en la personne d'un sosie qui n'est, en réalité, que Carlo lui-même. Monté sur scène, celui-ci provoque l'échec de Lucy et, afin d'assagir le public mécontent, redonne un numéro avec Chiaretta cette fois-ci. Les deux artistes obtiennent alors un succès mérité.

## Fiche technique
- Titre original : Partenza ore sette ou Partenza ore 7 (en français : Départ à sept heures)
- Réalisation : Mario Mattoli
- Scénario : M. Mattoli, Sandro Giovannini, Pietro Garinei, Pietro Gariuli, Aldo De Benedetti
- Photographie : Carlo Montuori - Noir et blanc
- Musique : Giovanni D'Anzi
- Décors : Gastone Medin
- Montage : Fernando Tropea (en)
- Son : Eraldo Giordani
- Production : Lux Film
- Pays d'origine :  Italie
- Genre : Comédie
- Durée : 90 minutes
- Date de sortie :
  - Italie : 1er juin 1946

## Distribution
- Chiaretta Gelli : Chiaretta Fumagalli
- Carlo Campanini : lui-même
- Alberto Rabagliati : Giorgio
- Laura Gore : Lucy D'Orsay
- Maria Donati : signora Margherita
- Enzo Turco : Nicolino
- Tino Scotti : Filippo
- Paolo Bonecchi : l'oncle prêtre
- Nando Bruno : Chiaretti